# اداره عملیات نیروهای دفاعی اسرائیل
اداره عملیات ارتش اسرائیل (انگلیسی: Operations Directorate) یا اداره عملیات نیروهای دفاعی اسرائیل (به‌اختصار: آگام) شاخه عملیاتی ستاد کل نیروهای دفاعی اسرائیل است. پیشینه شکل‌گیری این اداره به سال ۱۹۴۷ و تشکیل دپارتمان عملیات سازمان هگانا بازمی‌گردد. فرم کنونی اداره عملیات در سال ۱۹۹۹ در کنار فرماندهی‌های منطقه‌ای، نیروی هوایی اسرائیل و نیروی دریایی اسرائیل تأسیس شد. از ژوئن ۲۰۲۱، ریاست اداره عملیات برعهده سرلشکر عودد باسیوک است.

## تاریخچه
اداره عملیات در اواخر سال ۱۹۴۷ به جای «دپارتمان برنامه‌ریزی» و «دپارتمان عملیاتی» که در چارچوب سازمان هاگانا فعالیت می‌کردند، تأسیس شد. در ۱۶ نوامبر ۱۹۴۷، ایگال یادین به عنوان نخستین رئیس اداره عملیات منصوب شد و ساخت واحدهای زیرمجموعه و سازمان آن را آغاز کرد. طبق استاندارد اول، این اداره شامل پنج دپارتمان اصلی بود: یک دپارتمان عمومی برای برنامه‌ریزی استراتژیک، یک دپارتمان عملیاتی («تامچان» - برنامه‌ریزی عملیات جاری)، یک دپارتمان اطلاعاتی، یک دپارتمان فنی و یک دپارتمان برای مدیریت و هماهنگی با سرویس‌های تابعه این اداره و نیز هماهنگی با دپارتمان‌های ستاد کل. در ژوئن ۱۹۴۸، دپارتمان برنامه‌ریزی از این اداره تفکیک و به اداره برنامه‌ریزی ارتش اسرائیل تبدیل شد، اما پس از یک سال به عنوان یک دپارتمان به اداره عملیات بازگشت. علاوه بر این، این دپارتمان همچنین مسئول سانسور نظامی، واحد ارتباط با مطبوعات و دپارتمان ارتباط با سازمان ملل متحد بود.
در فوریه ۱۹۴۹، این اداره به لشکر عملیات ستاد کل تغییر نام داد. در سال ۱۹۵۳، دپارتمان اطلاعات از اداره عملیات حذف و به اداره اطلاعات تبدیل شد و دپارتمان آموزش نیز به یک اداره جداگانه تبدیل شد.
پس از جنگ یوم کیپور، این لشکر شامل اداره عملیات، اداره برنامه‌ریزی و سازماندهی، اداره آموزش، اداره مدیریت نظامی و اداره اسکان و دفاع منطقه‌ای بود.
در طول سال‌ها، لشکر ستاد کل از این نظر منحصر به فرد بود که علاوه بر فرمانده لشکر، افسران دیگری با درجه سرلشکر نیز در آن خدمت می‌کردند. بنابراین، برای دوره‌های خاصی، رئیس اداره آموزش، جانشین رئیس و معاون هماهنگ‌کننده اداره عملیات در سرزمین‌ها به عنوان استاندار انتخاب می‌شدند. این افسران اعضای انجمن ستاد کل بودند.
در سال ۱۹۹۹، ستاد کل نیروهای دفاعی اسرائیل سازماندهی مجدد شد، که در پی آن اداره عملیات تأسیس شد و همزمان سمت جانشین رئیس نیز لغو شد.

## وظایف
این اداره مسئولیت‌های زیر را برعهده دارد:
- آماده‌سازی ارتش اسرائیل برای جنگ، شرایط اضطراری و امنیت روزمره
- استخراج یک استراتژی عملیاتی از دستور کار امنیت ملی و دکترین نظامی
- هماهنگی کار ارتش اسرائیل با سایر نیروهای امنیتی و تهیه توصیه‌های ارتش اسرائیل برای رده سیاسی
- آموزش فرماندهان ستادهای فرماندهی منطقه‌ای، فرمانده نیروی هوایی، فرمانده نیروی دریایی، فرمانده نیروی زمینی و سایر ادارات، در رابطه با اعمال نیرو و هماهنگی آن

## ساختار
ساختار فعلی لشکر عملیات بر اساس یک ستاد مرکزی متشکل از تیپ‌ها (مشابه تیپ‌های ستاد فرماندهی هوا و فضا و کشتی‌ها در ستاد فرماندهی نیروی دریایی) و سایر واحدهای مستقل است. ساختار سلسله مراتبی تیپ‌ها، همانطور که در واحدهای ستادی ارتش اسرائیل مرسوم است، از گردان‌ها، شاخه‌ها و بخش‌ها تشکیل شده است. فرمانده لشکر عملیات یا رئیس اداره عملیات افسری با درجه سرلشکر است. زیر نظر او تیپ‌هایی قرار دارند که هر کدام توسط یک سرتیپ هدایت می‌شوند. رئیس اداره عملیات، مسئول دکترین جنگی نیروهای دفاعی اسرائیل است و واحد سخنگوی ارتش اسرائیل که از زیرمجموعه‌های اداره عملیات است، مسئولیت ابلاغ پیام ارتش را برعهده دارد.

## واحدها
- بخش عملیات
- بخش آموزش، دکترین و ارزیابی
- واحد سخنگوی ارتش اسرائیل
- بخش ابزارهای ویژه
- دپارتمان طراحی کمپین
- مرکز عملیات آگاهی‌بخشی
- دپارتمان بازرسی و نظارت
- دپارتمان امنیت ستاد کل

## رؤسای اداره
این فهرست شامل افسرانی است که از سال ۱۹۴۹ به عنوان روسای عملیات خدمت می‌کردند. این فهرست همچنین شامل ایگائیل یادین، فرمانده هاگانا پیش از تشکیل ارتش اسرائیل، می‌شود که در طول جنگ اعراب و اسرائیل در سال ۱۹۴۸ نیز در همین سمت خدمت کرد. دن حالوتس، که در ابتدا به عنوان دستیار رئیس شاخه عملیات خدمت می‌کرد، اندکی پس از تأسیس اداره عملیات به ریاست آن منصوب شد.
| نام                | آغاز دوره       | پایان دوره      | توضیحات                 |
| ------------------ | --------------- | --------------- | ----------------------- |
| ایگائیل یادین      | ۱۶ نوامبر ۱۹۴۷  | ۹ نوامبر ۱۹۴۹   |                         |
| موردخای ماکلیف     | ۱۴ نوامبر ۱۹۴۹  | ۷ دسامبر ۱۹۵۲   |                         |
| موشه دایان         | ۱۷ دسامبر ۱۹۵۲  | ۶ دسامبر ۱۹۵۳   |                         |
| یوسف آویدار        | ۲۲ دسامبر ۱۹۵۳  | ۱۵ فوریه ۱۹۵۵   |                         |
| مائیر عامیت        | ۲۳ فوریه ۱۹۵۵   | ۲۸ مه ۱۹۵۵      | مدیر بعدی موساد         |
| حاییم لاسکوف       | ۲۸ اوت ۱۹۵۵     | ۲۴ ژوئیه ۱۹۵۶   |                         |
| مائیر عامیت        | ۵ اکتبر ۱۹۵۶    | ۲۶ ژانویه ۱۹۵۸  |                         |
| تزوی تزور          | ۲۶ ژانویه ۱۹۵۸  | ۱۰ سپتامبر ۱۹۵۸ |                         |
| میئر زوریا         | ۱۰ سپتامبر ۱۹۵۸ | ۲۸ آوریل ۱۹۵۹   |                         |
| اسحاق رابین        | ۲۸ آوریل ۱۹۵۹   | ۲۳ ژانویه ۱۹۶۱  | پنجمین نخست‌وزیر اسرائیل |
| اسحاق رابین        | ۲۳ ژانویه ۱۹۶۱  | ۳۰ دسامبر ۱۹۶۳  |                         |
| حاییم بارلیف       | ۱ ژانویه ۱۹۶۴   | ۲۷ آوریل ۱۹۶۶   |                         |
| عزر وایزمن         | ۲۷ آوریل ۱۹۶۶   | ۱۴ دسامبر ۱۹۶۹  | رئیس‌جمهور بعدی اسرائیل  |
| داوید الازار       | ۲۳ دسامبر ۱۹۶۹  | ۱ ژانویه ۱۹۷۲   |                         |
| اسرائیل تال        | ۱ ژانویه ۱۹۷۲   | ۲۸ ژوئن ۱۹۷۳    |                         |
| رحبعام زئیفی       | ۲ نوامبر ۱۹۷۳   | ۱۶ ژانویه ۱۹۷۴  |                         |
| اسحاق هوفی         | ۱۶ ژانویه ۱۹۷۴  | ۱۶ آوریل ۱۹۷۴   | مدیر بعدی موساد         |
| هرتزل شافیر        | ۱۶ آوریل ۱۹۷۴   | ۱ مارس ۱۹۷۶     | رئیس بعدی پلیس اسرائیل  |
| یکوتیئل آدام       | ۲ مارس ۱۹۷۶     | ۲۵ اوت ۱۹۷۷     |                         |
| رافائل ایتان       | ۲۵ اوت ۱۹۷۷     | ۷ آوریل ۱۹۷۸    |                         |
| یکوتیئل آدام       | ۱۹۷۸            | ژانویه ۱۹۸۲     |                         |
| موشه لوی           | ژانویه ۱۹۸۲     | ۱۹۸۳            |                         |
| داوید ایوری        | ۱۹۸۳            | ۱۹۸۵            |                         |
| دن شومرون          | ۱۷ ژانویه ۱۹۸۵  | ۱ اکتبر ۱۹۸۶    |                         |
| امیر دروری         | ۱ اکتبر ۱۹۸۶    | ۶ آوریل ۱۹۸۷    |                         |
| ایهود باراک        | ۷ مه ۱۹۸۷       | ۱۳ مارس ۱۹۹۱    | دهمین نخست‌وزیر اسرائیل  |
| آمنون لیپکین-شاهاک | ۱۳ مارس ۱۹۹۱    | ۲۹ نوامبر ۱۹۹۴  |                         |
| متان ویلنائی       | ۲۹ نوامبر ۱۹۹۴  | ۱۵ سپتامبر ۱۹۹۷ |                         |
| شائول موفاز        | ۱۵ سپتامبر ۱۹۹۷ | ۱۱ ژوئن ۱۹۹۸    |                         |
| اوزی دایان         | ۱۱ ژوئن ۱۹۹۸    | ۲۷ ژوئن ۱۹۹۹    |                         |
| دان حالوتس         | ۲۷ ژوئن ۱۹۹۹    | ۱۵ سپتامبر ۲۰۰۰ |                         |
| گیورا ایلند        | ۱۵ سپتامبر ۲۰۰۰ | ۲۵ ژانویه ۲۰۰۱  |                         |
| دن هارل            | ۲۶ ژانویه ۲۰۰۱  | ۲۰۰۳            |                         |
| اسرائیل زیو        | ۲۰۰۳            | ۲۰۰۵            |                         |
| گادی آیزنکوت       | ژوئن ۲۰۰۵       | ۱۲ اکتبر ۲۰۰۶   |                         |
| تال روسو           | ۱۲ اکتبر ۲۰۰۶   | ۴ اکتبر ۲۰۱۰    |                         |
| یاکوف آیاش         | ۴ اکتبر ۲۰۱۰    | ۶ سپتامبر ۲۰۱۲  |                         |
| یوآو هار-ایون      | ۶ سپتامبر ۲۰۱۲  | ۲۶ مه ۲۰۱۵      |                         |
| نیتزان آلون        | ۲۶ مه ۲۰۱۵      | ۹ مه ۲۰۱۸       |                         |
| آهارون هالیوا      | ۹ مه ۲۰۱۸       | ۹ ژوئن ۲۰۲۱     |                         |
| عودد باسیوک        | ۹ ژوئن ۲۰۲۱     | ۳ ژوئیه ۲۰۲۵    |                         |
| ایتزیک کوهن        | ۳ ژوئیه ۲۰۲۵    | -               |                         |